# Octombrie 2014
Acest articol este generat integral pe baza informațiilor din articolul 2014 și este actualizat periodic de un robot.
 Editările făcute în articol vor fi șterse la următoarea actualizare! Dacă doriți să faceți modificări, editați articolul-sursă.

ianuarie -
februarie -
martie -
aprilie -
mai -
iunie -
iulie -
august -
septembrie -
octombrie -
noiembrie -
decembrie
Octombrie 2014 a fost a zecea lună a anului și a început într-o zi de miercuri.

## Evenimente

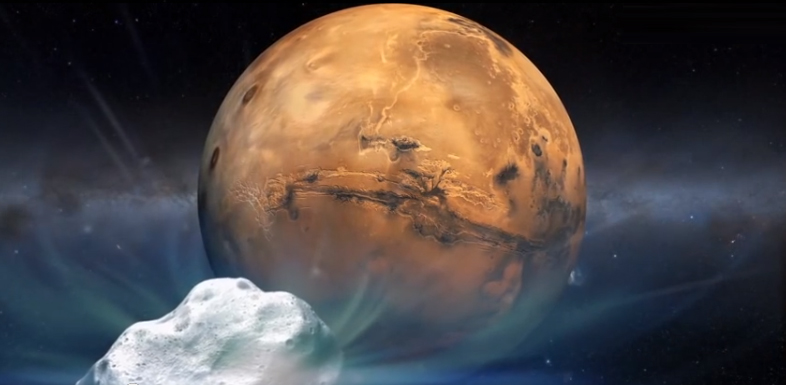
19 octombrie: Cometa Siding Spring din Norul lui Oort a trecut la o distanță de 135.895 kilometri de Marte, cu o viteză de 56 km/s. Următoarea întoarcere a cometei în sistemul solar va avea loc peste un milion de ani. În imagine planeta Marte văzută de pe cometa Siding Spring - concepție artistică.

- 5 octombrie: Alegeri generale în Brazilia.
- 8 octombrie: Președintele kenyan Uhuru Kenyatta a devenit primul șef de stat care compare în fața Curții Penale Internaționale pentru o audiere înainte de procesul în care este judecat pentru crime împotriva umanității.
- 9 octombrie: Serghei Aksionov, unul din artizanii alipirii peninsulei ucrainene Crimeea la Rusia în luna martie, a fost ales în unanimitate, ''președinte al republicii Crimeea''' de către parlamentari locali pentru un mandat de cinci ani.
- 10 octombrie: Kim Jong-un, lider al Coreei de Nord, nu și-a făcut apariția la evenimentul care a marcat a 69-a aniversare de la fondarea Partidului Muncitorilor din Coreea, sporind speculațiile cu privire la absența sa publică îndelungată.
- 10 octombrie: Cel mai recent bilanț al Organizației Mondiale a Sănătății anunță că pragul de 4.000 de decese cauzate de febra hemoragică Ebola a fost depășit.
- 14 octombrie: Viscolul și avalanșa care au afectat partea nepaleză a masivului Himalaya au provocat moartea a 40 de alpiniști străini și ghizi nepalezi.
- 19 octombrie: Cometa Siding Spring din Norul lui Oort a trecut la o distanță de 135.895 kilometri de Marte, cu o viteză de 56 km/s. Următoarea întoarcere a cometei în sistemul solar va avea loc peste un milion de ani.
- 21 octombrie: România: Arheologi români au scos la lumină la Curtea Domnească din Târgoviște două morminte vechi, mai multe monede și câteva fragmente de podoabe care datează dinainte de anul 1400. Această descoperire arată că cetatea este mult mai veche decât se credea inițial; specialiștii spun că în zonă a existat o altă biserică, ridicată în jurul anului 1300 sau chiar mai demult.
- 21 octombrie: România: Cel mai puternic laser din Europa și al doilea laser din lume a fost inaugurat la Institutului Național de Fizică a Laserilor, Plasmei și Radiației de la Măgurele.
- 22 octombrie: Un bărbat a deschis focul asupra unui militar la Memorialul național de război, iar ulterior cel puțin 20 de focuri de armă au fost trase în Parlamentul Canadei, incidentele soldându-se cu moartea atacatorului și a unui militar.
- 29 octombrie: Noua Zeelandă va organiza un referendum cu privire la drapelul său național în 2016.
- 30 octombrie: Suedia recunoaște oficial Palestina ca stat suveran. Israelul și-a rechemat ambasadorul din Suedia.
- 31 octombrie: Organizația Mondială a Sănătății anunță că epidemia de Ebola a ucis până în prezent 4.951 de persoane din cele 13.567 de cazuri confirmate în opt țări.
- 31 octombrie: Australia și Statele Unite ale Americii ridică sancțiunile împotriva statului Fiji după recentele alegeri democratice.
- 31 octombrie: Blaise Compaoré demisionează din funcția de președinte al Burkina Faso după 27 de ani la conducerea țării, în urma unei mișcări populare de protest fără precedent. Șeful statului major al armatei, generalul Honoré Traoré, a anunțat într-un comunicat că își va asuma responsabilitățile de șef al statului.

## Decese
- 5 octombrie: Andrea de Cesaris, 55 ani, pilot italian de Formula 1 (n. 1959)
- 7 octombrie: Siegfried Lenz, 88 ani, scriitor german (n. 1926)
- 7 octombrie: George Ziguli, 60 ani, sportiv român (baschet), (n. 1954)
- 8 octombrie: Iuri Borodachi, om de știință, profesor și specialist rus în domeniul tehnologiei informației (n. 1959)
- 9 octombrie: Matthias Koehl, 79 ani, pușcaș marin, politician neonazist și scriitor american (n. 1935)
- 12 octombrie: Florin Tudose, 61 ani, psihiatru român (n. 1952)
- 15 octombrie: Marie Dubois (n. Claudine Huzé), 77 ani, actriță franceză (n. 1937)
- 15 octombrie: Romul Petru Vonica, 82 ani, senator român (1992-1996), (n. 1931)
- 16 octombrie: John Spencer-Churchill, al 11-lea Duce de Marlborough (n. John George Vanderbilt Henry Spencer-Churchill), 88 ani (n. 1926)
- 16 octombrie: Emilia Pavel, 89 ani, etnograf român (n. 1925)
- 17 octombrie: Daisuke Oku, 38 ani, fotbalist japonez (n. 1976)
- 21 octombrie: Laurențiu Dumănoiu, 63 ani, voleibalist român (n. 1951)
- 23 octombrie: Tullio Eugenio Regge, 83 ani, fizician italian (n. 1931)
- 23 octombrie: Alan Tyrrell, 81 ani, politician britanic (n. 1933)
- 24 octombrie: Gleb Drăgan, 94 ani, inginer român (n. 1920)
- 25 octombrie: Reyhaneh Jabbari Malayeri, 25 ani, cetățeană iraniană (n. 1988)
- 27 octombrie: Ștefan Ghidoveanu, 59 ani, scriitor român de literatură SF (n. 1955)
- 27 octombrie: Shin Hae-chul, 46 ani, cântăreț, compozitor si producător muzical, cunoscut ca fiind pionier al rockului coreean experimental (n. 1968)
- 30 octombrie: Olimpia Berca, 81 ani, critic și istoric literar și stilistician român (n. 1933)
- 30 octombrie: Constantin Tănase, 65 ani, jurnalist din R. Moldova (n. 1949)